# Liste des bases de la Marine nationale (France)
La marine nationale française dispose de ports et bases d'aéronautique navale en France métropolitaine, outre-mer et à l'étranger.

## Bases navales
En métropole : 
- Brest (État Major et préfecture maritime de l'océan Atlantique),
- Cherbourg (préfecture maritime de la Manche et de la Mer du Nord),
- Toulon (préfecture maritime de la Méditerranée),
- Île Longue, base des SNLE de la Force océanique stratégique.

Outre-mer :
- Dégrad des Cannes en Guyane,
- Fare Ute à Papeete en Polynésie française,
- Fort Saint-Louis à Fort-de-France en Martinique,
- Port des Galets à La Réunion,
- Pointe Chaleix à Nouméa en Nouvelle-Calédonie,
- Dzaoudzi à Mayotte.

À l'étranger : 
- Dakar au Sénégal,
- Djibouti à Djibouti,
- Port Zayed aux Émirats arabes unis.

## Bases d'aéronautique navale
- Landivisiau (Finistère)
- Lanvéoc (Finistère)
- Lann-Bihoué (Morbihan)
- Hyères (Var)

## Autres établissements
- Aspretto, Commandement de la marine en Corse.
- Lorient, État major de la FORFUSCO et école des fusiliers marins.
- Rosnay, Centre de transmissions de la Marine nationale.